# Walbeck (Noordrijn-Westfalen)

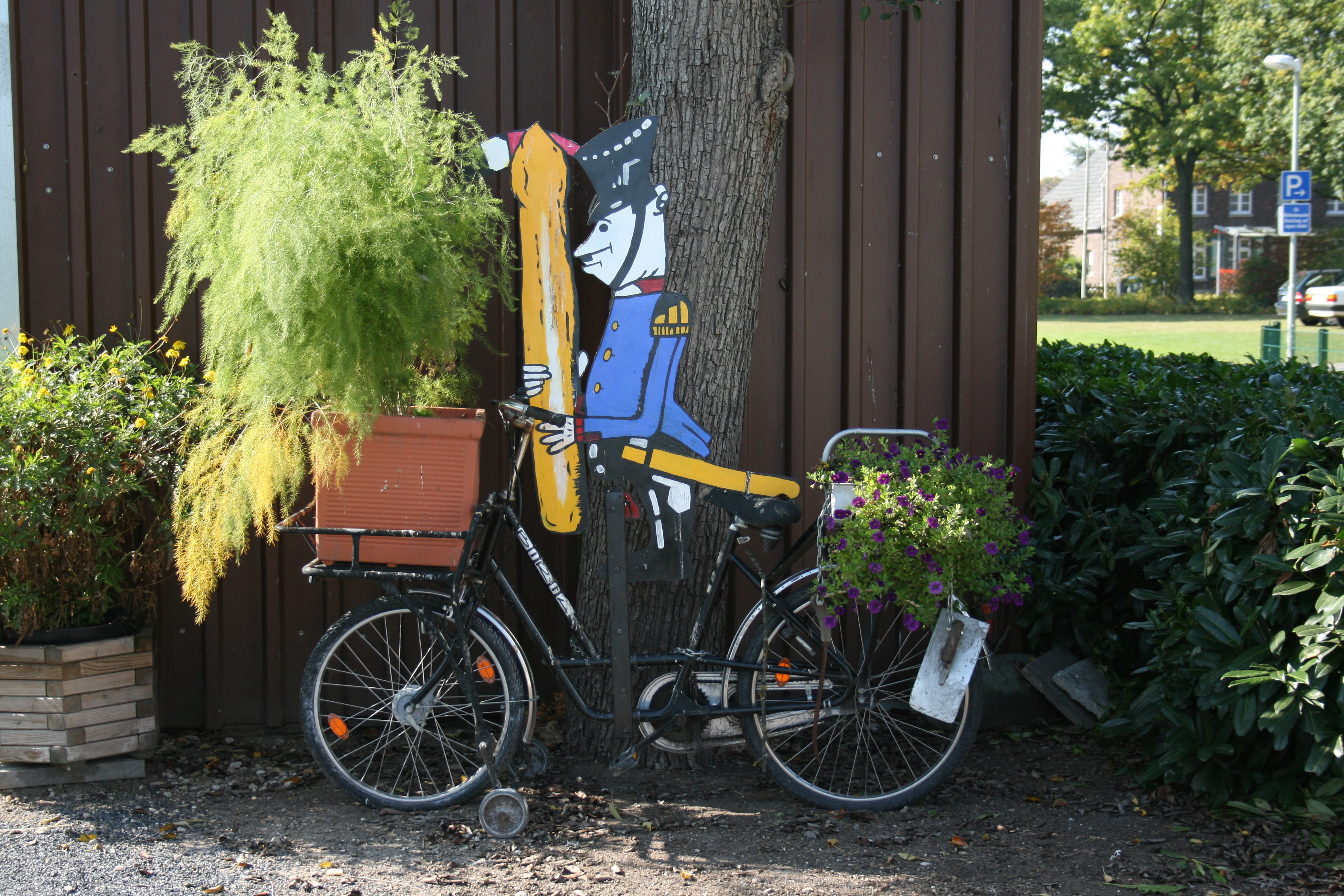
Aspergekolder in Walbeck

Walbeck is een plaats in Duitsland die sinds 1969 tot de gemeente Geldern behoort. De plaats ligt op zeven kilometer ten westen van Geldern, in de richting van het Nederlandse dorp Arcen en telde op 31 mei 2011 4.649 inwoners.
Het dorp staat bekend als aspergedorp (Duits: Spargeldorf) omdat in deze buurt veel tuinbouwbedrijven gevestigd zijn, die onder andere veel asperges kweken.

## Openbare voorzieningen
De plaats beschikt over twee kerken, een basisschool en drie kleuterscholen en er bevindt zich in Walbeck een openluchtzwembad.

## Geschiedenis
De oudste bodemvondsten tonen aan dat de streek al rond 800 - 500 v.Chr. bewoond werd. De naam Walbeck wordt voor het eerst genoemd in een document uit 1250.
Met de bouw van de Sint Nicolaaskerk werd begonnen in 1329. De toren stamt uit 1432 en de Lucia-kapel uit de 16e eeuw.
De Steprather Mühle wordt voor het eerst in de vroege 16e eeuw genoemd.

## Bezienswaardigheden
De Steprather Mühle is een bakstenen torenwindmolen uit de tweede helft van de 15e eeuw. Zij werd in 1999 voor het laatst gerestaureerd en wordt genoemd als de oudste functionerende windmolen van Duitsland.
De oudste delen van het huidige Haus Walbeck, dat door de plaatselijke bevolking ook Schloss Walbeck genoemd wordt, stammen uit de 16e eeuw. Het landgoed was reeds in 1346 in het bezit van de familie Schenk von Nideggen. Afgelopen decennium werd het monument gebruikt als behuizing door een onderwijsinsituut.
De Fossa Eugeniana is een onafgemaakt kanaal tussen de Maas en de Rijn uit 1626. Bijna het hele traject, vanuit het oosten van Walbeck tot aan de grens in het westen is te bewandelen.

## Evenementen
- De eerste zondag in mei organiseert men een jaarlijkse optocht ter ere van de Spargelprinzessin en een ambachtsmarkt.
- De eerste zondag in oktober is de datum van het traditionele schuttersfeest.

## Verkeer
- Airport Weeze bevindt zich op zestien kilometer afstand.
- Vanuit station Geldern kan men de Niers Express gebruiken, die tussen Kleef en Düsseldorf pendelt.
- Met de auto is de plaats te bereiken via de A40 en de A57.

## Afbeeldingen

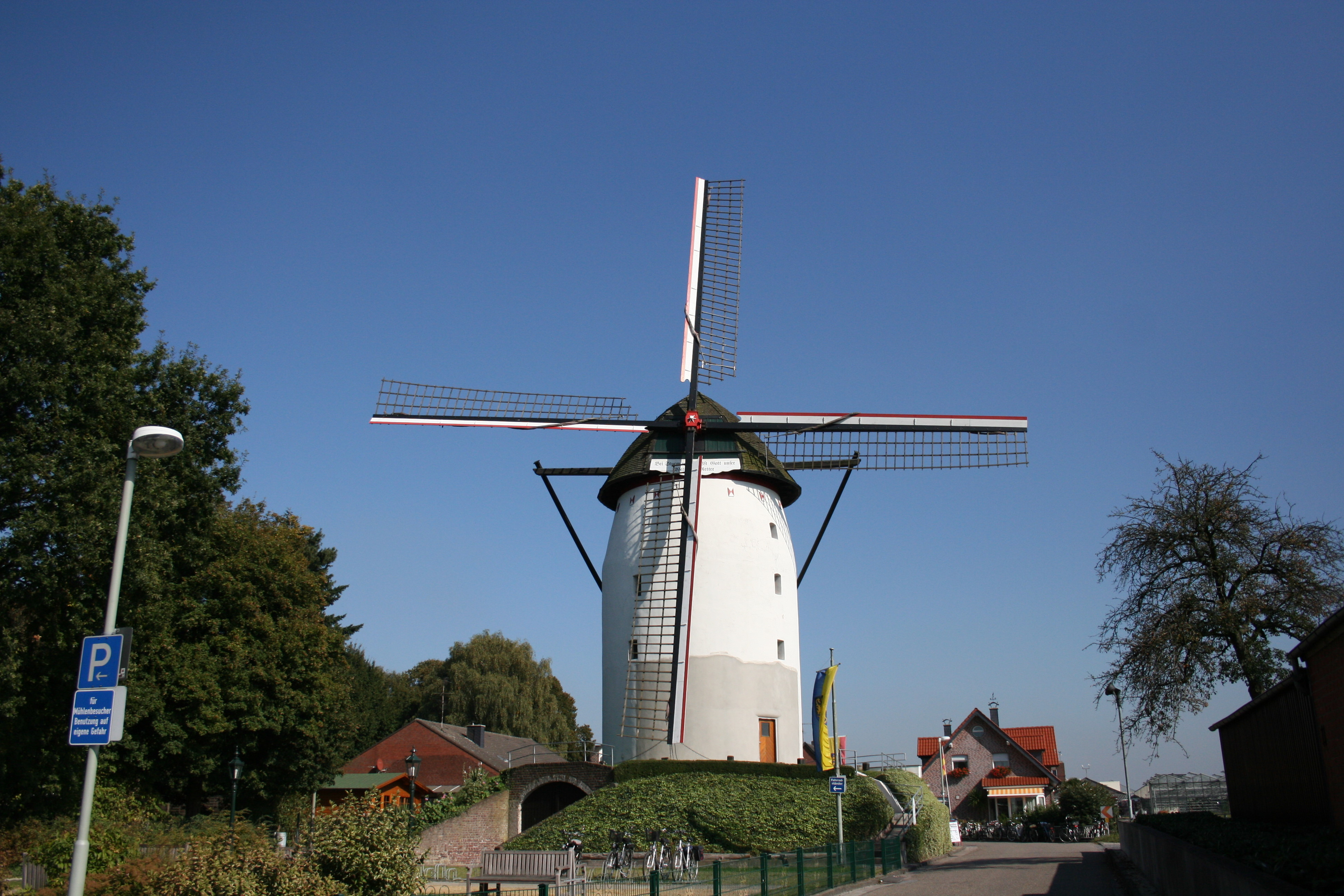
Steprather Mühle
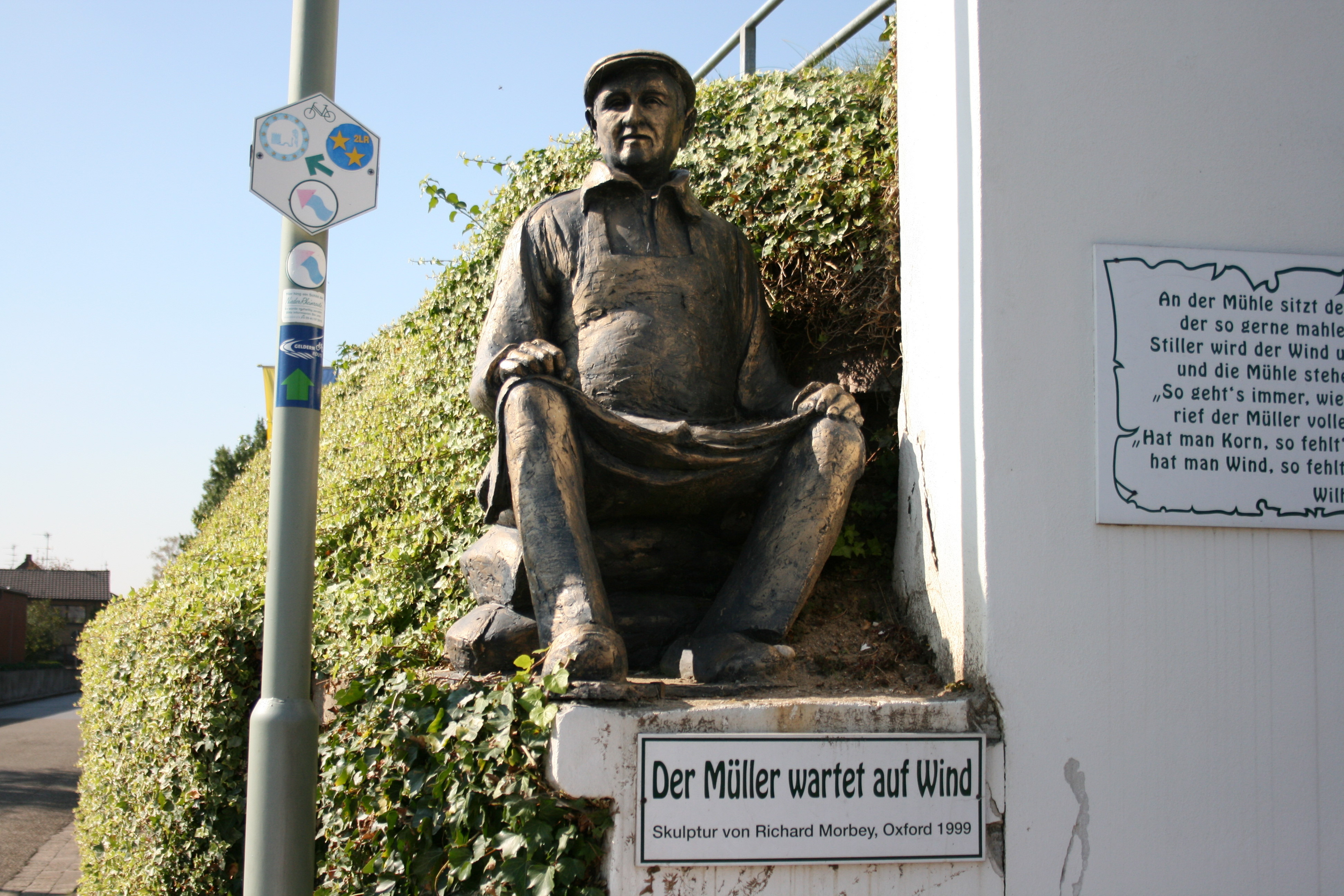
Bij de molen
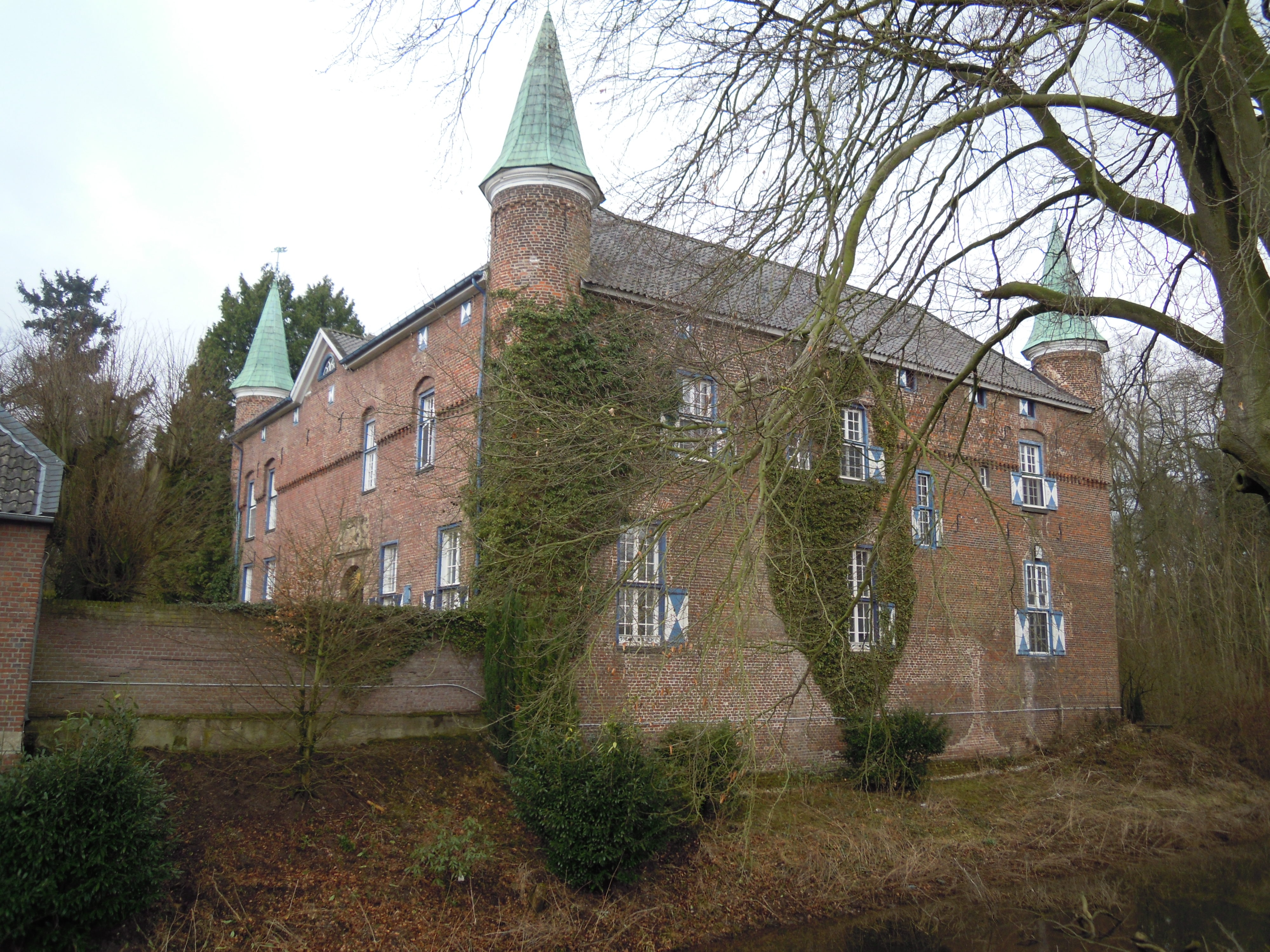
Haus Walbeck
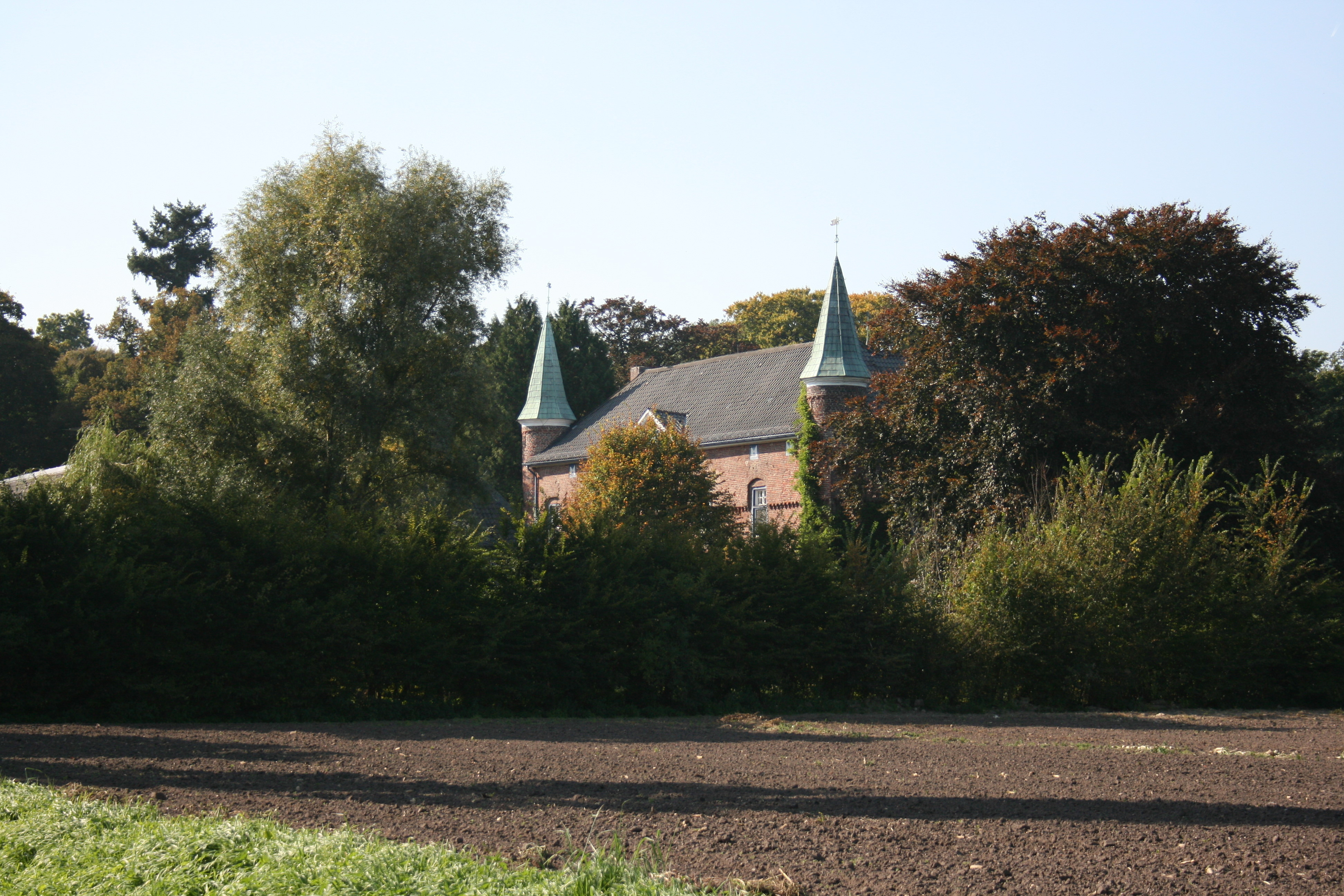
Haus Walbeck